# Franc Belčič
Franc Belčič, slovenski  strokovnjak na kadrovskem področju (HRM), psiholog in pisatelj, * 3. januar 1945, Kranj
Diplomiral je iz psihologije na Filozofski fakulteti Univerze v Ljubljani v letu 1972 in magistriral iz organizacijskih ved na Fakulteti za organizacijske vede Univerze v Mariboru (1983). 
Zaposlen je bil v Slovenskih železarnah, Železarni Jesenice ter na Zavodu Republike Slovenije za zaposlovanje, kjer je opravljal strokovna in vodstvena dela. Honorarno je poučeval na različnih srednjih šolah, na Šoli za poslovodne kadre pri Gospodarski zbornici Slovenije, dobro desetletje je predaval predmet Proces zaposlovanja kadrov na Fakulteti za organizacijske vede.
V Cobissu okrog 230 zapisov.